# Klášterská Lhota
Klášterská Lhota är en ort i Tjeckien. Den ligger i den nordöstra delen av landet, 100 km nordost om huvudstaden Prag. Klášterská Lhota ligger 379 meter över havet och antalet invånare är 185.
Terrängen runt Klášterská Lhota är platt åt sydväst, men åt nordost är den kuperad. Klášterská Lhota ligger nere i en dal. Runt Klášterská Lhota är det ganska glesbefolkat, med 42 invånare per kvadratkilometer. Närmaste större samhälle är Trutnov, 17,6 km öster om Klášterská Lhota. Omgivningarna runt Klášterská Lhota är en mosaik av jordbruksmark och naturlig växtlighet.